# 597 هـ
597 هـ هي سنة في التقويم الهجري امتدت مقابلةً في التقويم الميلادي بين سنتي 1200 و1201.

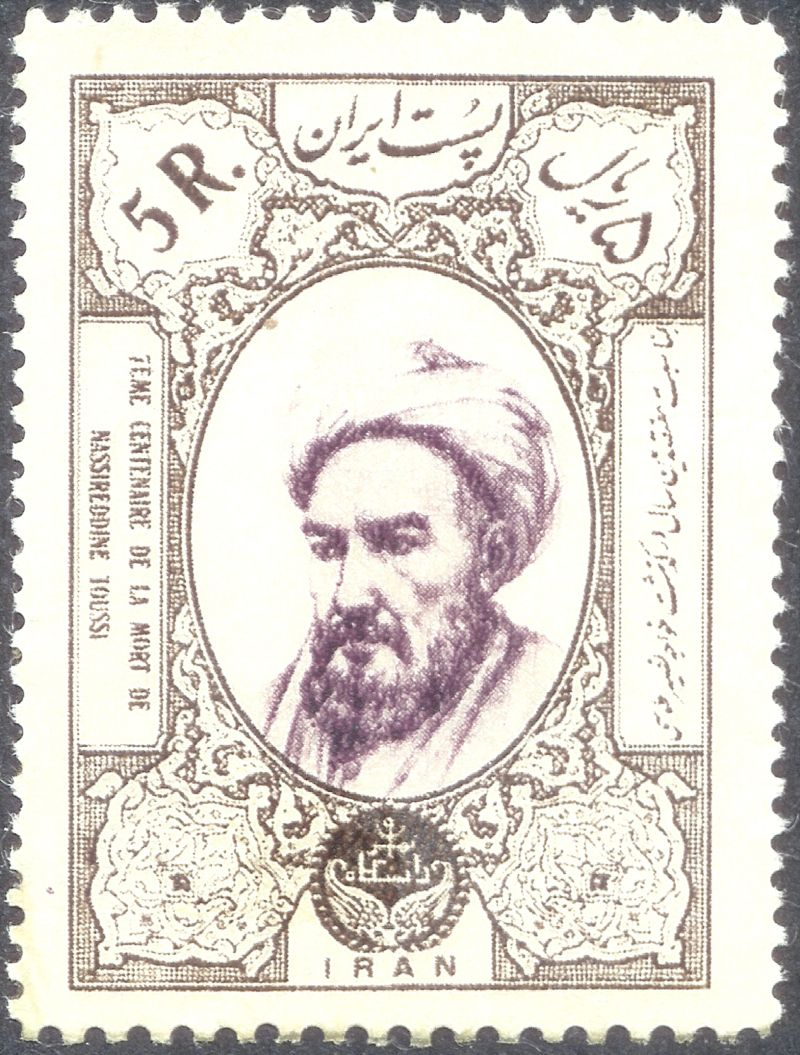
نصير الدين الطوسي

## مواليد
- نصير الدين الطوسي
- ابن عصفور الإشبيلي
- قيس بن منصور الداديخي

## وفيات
- أبو الفرج بن الجوزي
- بهاء الدين قراقوش
- عماد الدين الأصفهاني
- ابن الفرس